# Ramgarh Cantonment
Ramgarh Cantonment is een kantonnement in het district Ramgarh van de Indiase staat Jharkhand.

## Demografie
Volgens de Indiase volkstelling van 2011 wonen er 132.425 mensen in Ramgarh Cantonment, waarvan 57% mannelijk en 43% vrouwelijk is. De plaats heeft een alfabetiseringsgraad van 68%. 